# Afghanobuthus naumanni
Afghanobuthus naumanni es una especie de escorpiones de la familia Buthidae, la única del género Afghanobuthus.

## Distribución geográfica
Es endémica de Afganistán.